# 荒瀬眞依
荒瀬 眞依（あらせ まい、1993年6月9日 - ）は、日本の女優である。本名、同じ。

## 経歴
埼玉県出身。NEWSエンターテインメントに所属していた。
趣味は読書、ミュージカル観賞。特技はモダンダンス、タップダンス、バレエ、ボクシング、早口言葉。血液型はA型。
デビューのきっかけは、通っていたダンススタジオの先生にミュージカルをすすめられたことから。
学業に専念するため、2011年12月を以って事務所を辞め芸能活動を停止することをブログ内で発表した。

## 出演

### テレビ
- 行列のできる法律相談所 長女 役
- THE・サンデー 再現
- おひとりさま（2009年、TBSテレビ）2-A生徒 役

### 舞台
- ミュージカル『赤毛のアン』（2005年）アン 役
- ミュージカル『そして森は生きている』（2006年）ナース 役
- ミュージカル『赤毛のアン』（2006年）ダイアナ 役
- ミュージカル『ココ・スマイル5』（2007年）シオン 役
- ラブリーズ〜君に捧げるハーモニー〜（2008年1月）リサコ 役・振付
- ミュージカル『アニー』（2008年）ダフィ 役
- ミュージカル『シンデレラ』（2011年7月）主演・シンデレラ 役[2]

### CM
- エステー・消臭プラグ 殿高校生篇（2008年）[3]

### WEB
- 明光義塾